# پندلتن (کارولینای جنوبی)
پندلتن(به انگلیسی: Pendleton) شهری در ایالت کارولینای جنوبی کشور ایالات متحده آمریکا است که جمعیت آن در سرشماری سال ۲۰۱۰ میلادی، ۲٬۹۶۴ نفر بوده‌است.